# Песчаный Карьер (платформа)
Песча́ный Карье́р (прежде — Каменный Карьер) — остановочный пункт Восточно-Сибирской железной дороги на Транссибирской магистрали (5528 километр).
Расположен в Кабанском районе Республики Бурятия к северу в 100 м от федеральной автомагистрали «Байкал», и 0,5 км от посёлка Горный.

## Пригородные электрички
| № поезда | Маршрут движения   | № поезда | Маршрут движения   |
| -------- | ------------------ | -------- | ------------------ |
| 6631     | Улан-Удэ — Мысовая | 6632     | Мысовая — Улан-Удэ |
| 6637     | Улан-Удэ — Мысовая | 6638     | Мысовая — Улан-Удэ |